# Seznam hrvaških pesnikov
Seznam hrvaških pesnikov.

## A
- Stanislava Adamić
- Frano Alfirević
- Marko Arnerić
- Đuro Arnold

## B
- Goran Babić
- Hugo Badalić
- Tomica Bajsić (1968)
- Lidija Bajuk (kantavtorka)
- Zvonimir Balog
- Mate Balota (Mijo Mirković)
- Matija Ban
- Juraj Baraković
- Renato Baretić
- Slavko Batušić
- Milan Begović
- Tomislav Marijan Bilosnić
- Ivana Bodrožić
- Mirko Bogović
- Vlaho (Blaž) Bolić
- Milivoj Bosanac
- Ivan Bostjančić
- Anica Bošković
- Baro (Bartol) Bošković
- Branimir (Branko) Bošnjak
- Luka Botić
- Božena Brajdić Kruz
- Nikola Braut(ić)
- Tituš Brezovački
- Drago Britvić
- Pero Budak
- Gašpar Bujas
- Ivan Bunić Vučić
- Marko Buničić
- Franta Burian

## C
- August Cesarec
- Dobriša Cesarić
- Ante Cettineo
- Dalibor Cvitan

## Č
- Branko Čegec
- Ivan Česmički
- Zvane Ivan Črnja
- Marija Čudina

## D
- Radoslav Dabo (1936-2023)
- Arsen Dedić
- Olinko Delorko
- Dimitrija Demeter
- Vladan Desnica
- Vladimir Devidé
- Velimir Deželić stariji
- Srećko Diana
- Roko Dobra
- Milan Dobrovoljac
- Dragutin Domjanić
- Ulderiko Donadini
- Ivan Dončević
- Ivan Dončić ?
- Vid Došen
- Danijel Dragojević
- Marin Držić

## Đ
- Ivančica Đerić
- Ignjat Đurđević

## F
- Marija Fabek
- Miroslav Feldman
- Jakša Fiamengo (1946-2018)
- Vilim Filipašić
- Goran Filipi
- Ernest Fišer
- Jure Franičević - Pločar
- Marin Franičević
- Ivo Frol

## G
- Mate Ganza
- Drago Gervais
- Drago Glamuzina
- Baldo Glavić (zbiralec ljudskih pesmi)
- Zvonimir Golob (1927-97)
- Ivan Golub (1930-2018)
- Zlatko Gorjan
- Vlado Gotovac
- Filip Grabovac
- Vinko Grubišić (1943)
- Petar Gudelj
- Ivan Gundulić

## H
- Gustav (August) Harambašić
- Dunja Hebrang
- Petar Hektorović
- Monika Herceg
- Ivan Horvat Hlebinski
- Ivo Horvat (1903-1994)
- Dubravko Horvatić
- Jovan Hranilović

## I
- Jur(ic)a Iskra (1972-2024)
- Dubravko Ivančan
- Drago Ivanišević
- Ivan Ivanišević
- Antun Ivanošić
- Mate Ivićević
- Radovan Ivšić

## J
- Stjepan Jakševac
- Ante Jakšić
- Dragojla Jarnević (1812-1875)
- Jordan Jelić
- Živko Jeličić
- Vladimir Jelovšek
- Predrag Jirsak
- Rikard Jorgovanić

## K
- David Kabalin
- Andrija Kačić Miošić
- Julije Kalićević (Dubrovnik)
- Petar Kanavelić
- Pajo Kanižaj
- Grgur Karlovčan
- Jure Kaštelan
- Rikard Katalinić Jeretov
- Dražen Katunarić
- Jerolim Kavanjin
- Pasko Antun Kazali
- Antun Kaznačić
- Željko Knežević
- Pero Kojaković
- Tin Kolumbić
- Zoran Kompanjet
- Fran Koncelak
- Radivoj Koparec
- Lucijan (Ante) Kordić
- Veselko Koroman
- Sida Košutić
- Miroslav Kovačević - Senjanin
- Tomislav Kovačević
- Ivan Goran Kovačić
- Vladimir (Vlado) Kovačić
- Josip Kozarac
- Ivo Kozarčanin
- Erna Krajač
- Nikola Kraljić
- Silvije Strahimir Kranjčević
- Antun Krivonos(ov)ić
- Kamilo Križanić
- Gustav Krklec
- Miroslav Krleža
- Milan Krmpotić (2 različna)
- Vesna M. Krmpotić
- Branko Kućan
- Mateša Antun Kuhačević
- Ivan Kukuljević Sakcinski
- Ferdo Stražimir Kulundžić
- Marija Kumičić
- Rajmund Kunić
- Rajmund Kupareo
- Vladislav Kušan
- Mladen Kušec
- Ivan Kutnjak

## L
- Frano Lalić
- Ivo Lendić
- Pere Ljubić
- Duško Lončar
- Hanibal Lucić
- Predrag Lucić
- István Lukács, tudi Stjepan Lukač

## M
- Miroslav Slavko Mađer
- Slavko Mađer
- Zvonimir Majdak
- Vjekoslav Majer
- Jakov Majnarić
- Miroslav Majnarić
- Juraj Maljevac (Gregur Kapucin)
- Alojz Majetić
- Milan Marjanović?
- Mirko Marjanović
- Tonko Maroević
- Marko Marulić
- Đuro Matijašević (Mattei)
- Marijan Matković
- Boris Maruna
- Antun Gustav Matoš
- Ivan Mažuranić
- Šiško (Šišmundo) Menčetić
- Lovro Mihačević
- Slavko Mihalić
- Romeo Mihaljević
- Antun Mihanović
- Ive Mihovilović
- Stijepo Mijović Kočan
- Nikola Milićević
- Zvonko Milković
- Andrija Kačić Miošić
- Antun Milovan (1954-)
- Kemal Mujičić

## N
- Daniel Načinović
- Vladimir Nazor
- Mihovil Nikolić

## O
- Izvor Oreb
- Drago Orlić

## P
- Luko Paljetak
- Vesna Parun
- Nikola Pavić
- Mihovil Pavlek - Miškina
- Vladimir Pavlović
- Marija Peakić - Mikuljan
- Robert Perišić (1969)
- Dino Pešut
- Božidar Petrač
- Čedo Prica Plitvički
- Marko Pogačar
- Janko Polić Kamov
- Nikola Polić
- Petar Preradović
- Josip Pupačić

## R
- Ladislav Radek
- Milan Rakovac
- Dinko Ranjina
- Junije Resti
- Joja Ricov
- Pavao Ritter Vitezović
- Lucija Rudan
- Ferdo Rusan
- Stijepo Rusić

## S
- Željko Sabol
- Đuro Seder ?
- Novak Simić
- Ivan Slamnig
- Milivoj Slaviček
- Ivan Franatica Sorkočević
- Ante Stamać
- Augustin Stipčević
- Đuro Sudeta

## Š
- Silvija Šesto
- Antun Branko Šimić
- Juraj Šižgorić
- Branko Strahimir Škarica
- Andriana Škunca
- Damir Šodan (1964 -)
- Oto Šolc
- Antun Šoljan
- Nikola Šop
- Krsto Špoljar
- Drago Štambuk
- Zdenko Štambuk
- Pavao Štoos

## T
- Dragutin Tadijanović
- Ljudevit Tomšič
- Ante Tresić Pavičić

## U
- Tugomil Ujčić
- Tin Ujević

## V
- Mavro Vetranović
- Radomir Venturin
- Vladimir Vidrić
- Grigor Vitez
- Pavao Ritter Vitezović
- Irena Vrkljan
- Šime Vučetić
- Stojan Vučićević
- Stjepan Vukušić
- (Anđelko Vuletić)

## Z
- Tomislav Zajec
- Igor Zidić
- Tomislav Zuppa

## Ž
- Anka Žagar
- Ladislav Žimbrek